# Fanny de Beauharnais

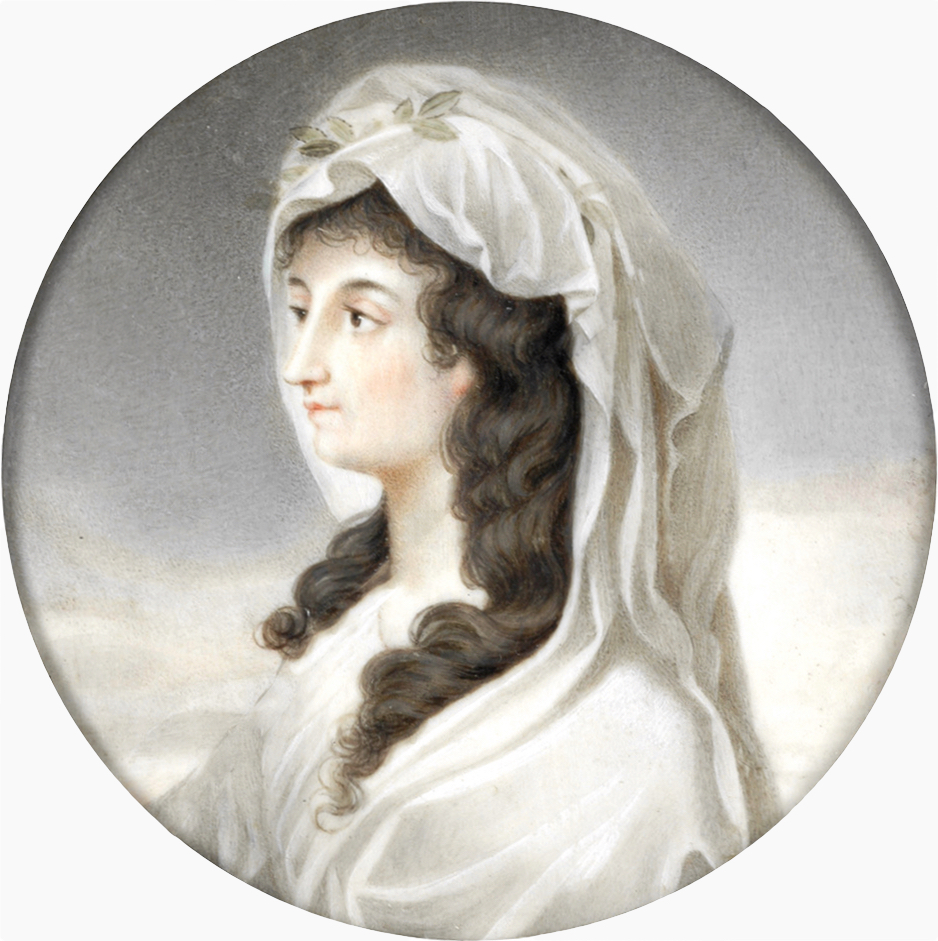
Fanny de Beauharnais

Fanny de Beauharnais (geboren als Marie-Anne-Françoise Mouchard de Chaban; * 4. Oktober 1737 in Paris; † 2. Juli 1813 ebenda) war eine französische Dichterin und Salonnière des 18. Jahrhunderts.

## Biographie
Marie-Anne-Françoise Mouchard (Fanny nannte sie sich als Schriftstellerin) heiratete 1753 den Marineoffizier Claude de Beauharnais, Comte des Roches Baritaud (1717–1784). Schon in früher Jugend verschrieb sie sich voll und ganz der Poesie und Dichtung. Sie war Mutter von Claude de Beauharnais (1756–1819) und somit eine der Großmütter der Stéphanie de Beauharnais, der Adoptivtochter Napoleons, und hatte aufgrund der Einheirat in die Familie Beauharnais über ihrem eigenen und in den übrigen Pariser Salons des Ancien Régime erheblichen gesellschaftlichen Einfluss. Unter anderem war der Schriftsteller Claude-Joseph Dorat von 1762 bis zu seinem Tod 1780 ein wichtiges Mitglied ihres Salons. Ihre Werke werden von Neidern auch den Teilnehmern ihres Salons als Urhebern zugeschrieben.

## Sauce Beauharnais
Ihr wird auch die Erfindung der Sauce Beauharnais zugeschrieben, einer Mischung aus Sauce béarnaise und mit Kräutern gewürzter flüssiger Butter. Mit ihr im Zusammenhang steht auch die Garniture à la Beauharnaise – eine zu Fleisch gereichte klassische französische Garnitur aus kleingehackten Pilzen, Artischockenherzen, Schlosskartoffeln und Sauce Beauharnais, welche von Auguste Escoffier Fanny gewidmet wurde.

## Werke
- Mélanges de poésies fugitives et de prose sans conséquence, Paris 1772
- Lettres de Stéphanie, 1773
- L’Abbillard supposé, 1780